# Konami Antiques: MSX Collection Vol. 2
Konami Antiques: MSX Collection Vol. 2 is een compilatiespel dat werd ontwikkeld en uitgegeven door Konami. Het spel kwam in Japan op 22 januari 1998 uit voor de PlayStation Network en is te gebruiken op PlayStation 3 en PlayStation Portable. Het compilatiespel is een verzameling van actiespellen die eerder voor de MSX uitkwamen. Het spel maakt gebruik van een memorycard.

## Lijst
Het spel is een verzameling van:
| Titel              | Jaar (voor MSX) | Genre                   |
| ------------------ | --------------- | ----------------------- |
| Athletic Land      | 1984            | actiespel               |
| Nemesis 2          | 1987            | actiespel               |
| Knightmare         | 1986            | actiespel               |
| Konami's Golf      | 1985            | sportspel               |
| Konami's Billiards | 1984            | sportspel               |
| Hyper Sports 3     | 1985            | sportspel               |
| Magical Tree       | 1984            | actiespel, platformspel |
| Super Cobra        | 1983            | actiespel               |
| TwinBee            | 1986            | actiespel               |
| Yie Ar Kung-Fu 2   | 1985            | vechtspel               |